# Listă de filme sovietice din 1953
- Filme sovietice din: 1952 — 1953 — 1954

Aceasta este o listă de filme produse în Uniunea Sovietică în 1953.
| Titlu                      | Titlu original                  | Regizor                                           | Distribuție                                                  | Gen                       | Note                 |
| -------------------------- | ------------------------------- | ------------------------------------------------- | ------------------------------------------------------------ | ------------------------- | -------------------- |
| 1953                       |                                 |                                                   |                                                              |                           |                      |
| Amiralul Ușakov            | Адмирал Ушаков                  | Mihail Romm                                       | Ivan Pereverzev, Boris Livanov, Serghei Bondarciuk           |                           |                      |
| Descoperirea misterioasă   | Таинственная находка            | Boris Buneev                                      | Valentin Graciov, Ekaterina Savinova                         | film dramatic de aventură |                      |
| Dincolo de Dunăre          | Запорожець за Дунаєм            | Vasili Lapoknîș                                   | Ivan Patorjinski, Maria Litvinenko-Volgemut                  | film de operetă           | Studioul A. Dovjenko |
| Dușmanii                   | Враги                           | Natalia Rașevskaia, Tamara Rodionova              | Vasili Sofronov, Elena Granovskaia, Nikolai Korn             |                           |                      |
| Epoleții purpurii          | Честь товарища                  | Nikolai Lebedev                                   | Konstantin Skorobogatov, Vladimir Drujnikov, Nina Grebeșkova |                           |                      |
| Inimă fierbinte            | Горячее сердце                  | Ghennadi Kazanski                                 | Ghennadi Miciurin, Anna Belousova, Tamara Alioșina           |                           |                      |
| În toiul luptei            | Вихри враждебные                | Mihail Kalatozov                                  | Mihail Kondratiev, Vladimir Emeleanov, Vladimir Soloviov     |                           |                      |
| Nunta lui Krecinski        | Свадьба Кречинского             | Vasili Vanin, Aleksei Zolotnițki, Boris Babocikin | Evgheni Agurov, Marina Kuznețova, Boris Smirnov              |                           |                      |
| Skanderbeg                 | Великий воин Албании Скандербег | Serghei Iutkevici                                 | Akaki Horava, Besa Imami, Semion Sokolovski                  | istoric                   | despre Skanderbeg    |
| Umbre                      | Тени                            | Nikolai Akimov, Nadejda Koșeverova                | Valentin Lebedev, Vladimir Petrov, Galina Korotkevici        |                           |                      |
| Un pichet în munți         | Застава в горах                 | Konstantin Iudin, Vladimir Gherasimov             | Vladlen Davâdov, Marina Kuznețova, Serghei Gurzo             |                           |                      |
| Vasa Jeleznova             | Васса Железнова                 | Leonid Lukov                                      | Vera Pașennaia, Mihail Jarov, Nikolai Șamin                  |                           |                      |
| Zorile deasupra Niemenului | Над Неманом рассвет             | Aleksandr Fainzimmer                              | Iuzas Siparis, Iuzas Lauțius                                 | dramatic                  | RSS Lituaniană       |
|                            |                                 |                                                   |                                                              |                           |                      |